# Grand Traverse County
Grand Traverse County ist ein County im Bundesstaat Michigan der Vereinigten Staaten. Der Verwaltungssitz (County Seat) ist Traverse City. Das U.S. Census Bureau hat bei der Volkszählung 2020 eine Einwohnerzahl von 95.238 ermittelt.

## Geographie
Das County liegt im Nordwesten der Unteren Halbinsel von Michigan, ist im Westen etwa 35 km vom Michigansee, einem der 5 großen Seen, entfernt und hat eine Fläche von 1557 Quadratkilometern, wovon 352 Quadratkilometer Wasserfläche sind. Es grenzt im Uhrzeigersinn an folgende Countys: Antrim County, Kalkaska County, Wexford County, Benzie County und Leelanau County.

## Geschichte
Grand Traverse County wurde 1851 aus dem nicht mehr existenten Omeena County gebildet. Benannt wurde es nach der Grand Traverse Bay.
13 Bauwerke und Stätten des Countys sind im National Register of Historic Places eingetragen (Stand 23. November 2017).

## Demografische Daten

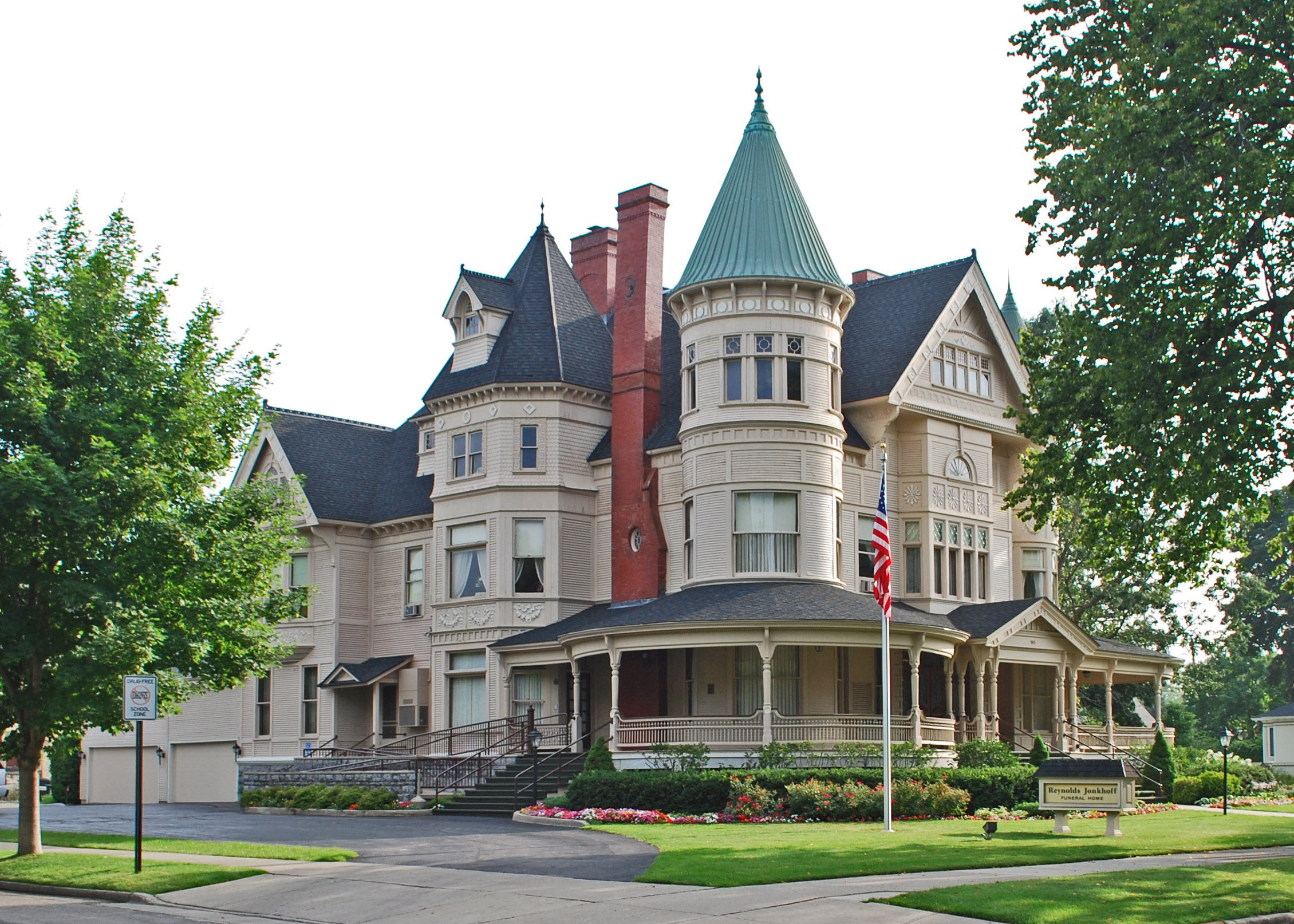
Das Perry Hannah House, gelistet im NRHP

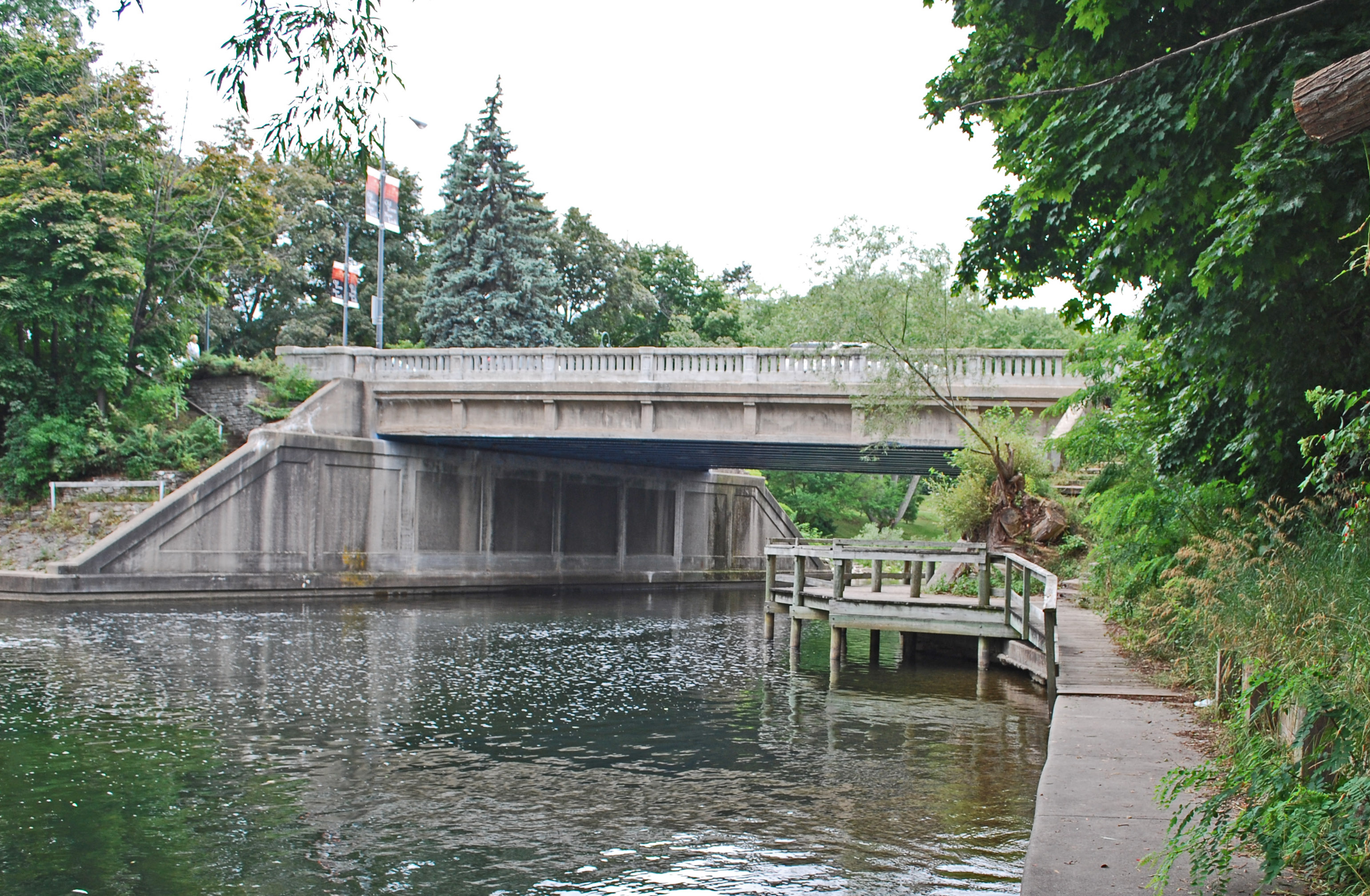
Die South Union Street – Boardman River Bridge, gelistet im NRHP

Nach der Volkszählung im Jahr 2000 lebten im Grand Traverse County 77.654 Menschen. Davon wohnten 1.823 Personen in Sammelunterkünften, die anderen Einwohner lebten in 30.396 Haushalten und 20.730 Familien. Die Bevölkerungsdichte betrug 64 Einwohner pro Quadratkilometer. Ethnisch betrachtet setzte sich die Bevölkerung zusammen aus 96,51 Prozent Weißen, 0,40 Prozent Afroamerikanern, 0,93 Prozent amerikanischen Ureinwohnern, 0,49 Prozent Asiaten, 0,03 Prozent Bewohnern aus dem pazifischen Inselraum und 0,54 Prozent aus anderen ethnischen Gruppen; 1,09 Prozent stammten von zwei oder mehr Ethnien ab. 1,49 Prozent der Bevölkerung waren spanischer oder lateinamerikanischer Abstammung.
Von den 30.396 Haushalten hatten 32,8 Prozent Kinder unter 18 Jahren, die bei ihnen lebten. 55,7 Prozent waren verheiratete, zusammenlebende Paare, 9,2 Prozent waren allein erziehende Mütter und 31,8 Prozent waren keine Familien. 25,0 Prozent waren Singlehaushalte und in 9,0 Prozent lebten Menschen im Alter von 65 Jahren oder darüber. Die Durchschnittshaushaltsgröße betrug 2,49 und die durchschnittliche Familiengröße lag bei 2,99 Personen.
25,4 Prozent der Bevölkerung waren unter 18 Jahre alt. 7,9 Prozent zwischen 18 und 24 Jahre, 29,7 Prozent zwischen 25 und 44 Jahre, 24,0 Prozent zwischen 45 und 64 Jahre und 13,1 Prozent waren 65 Jahre oder älter. Das Durchschnittsalter betrug 38 Jahre. Auf 100 weibliche Personen kamen 95,2 männliche Personen. Auf 100 Frauen im Alter von 18 Jahren und darüber kamen statistisch 92,1 Männer.
Das jährliche Durchschnittseinkommen eines Haushalts betrug 43.169 USD, das Durchschnittseinkommen einer Familie 51.211 USD. Männer hatten ein Durchschnittseinkommen von 34.796 USD, Frauen 24.139 USD. Das Prokopfeinkommen betrug 22.111 USD. 3,8 Prozent der Familien und 5,9 Prozent der Bevölkerung lebten unterhalb der Armutsgrenze.

## Orte im County
- Acme
- Bates
- Brookside
- Cedar Run
- Chums Corner
- Devils Elbow
- Fife Lake
- Fivemile Corner
- Grawn
- Hannah
- Hilltop
- Interlochen
- Karlin
- Kingsley
- Mapleton
- Mayfield
- Monroe Center
- Old Mission
- Summit City
- Traverse City
- Walton Junction
- Williamsburg
- Yuba

Townships
- Acme Township
- Blair Township
- East Bay Township
- Fife Lake Township
- Garfield Township
- Grant Township
- Green Lake Township
- Long Lake Township
- Mayfield Township
- Paradise Township
- Peninsula Township
- Union Township
- Whitewater Township